# Ochrona cieplna budynków
Ochrona cieplna budynku – zabezpieczenie budynku przed niepożądanym nadmiernym przenoszeniem ciepła pomiędzy ogrzewanymi, chłodzonymi lub klimatyzowanymi pomieszczeniami a ich otoczeniem
(atmosferą zewnętrzną, nieogrzewaną częścią budynku, gruntem pod budynkiem), a także zabezpieczenie przed kondensacją pary wodnej na wewnętrznej powierzchni przegród budowlanych.
Ochrona cieplna budynku jest niezbędna dla utrzymania w pomieszczeniach warunków cieplno-wilgotnościowych odpowiednich dla ich użytkowania.
Poziom ochrony cieplnej budynku ma bezpośredni wpływ na zapotrzebowanie energii na ogrzewanie i chłodzenie i na związany z tym poziom kosztów użytkowania budynku.
Pojęcie „Ochrona cieplna budynków” występuje w przepisach Unii Europejskiej i krajowych dokumentach prawnych.
Ochrona cieplna budynku jest realizowana następującymi środkami:
1. Izolowanie cieplne przegród zewnętrznych ograniczające przenikanie ciepła przez te przegrody. Dotyczy to ścian zewnętrznych, dachu nad ogrzewanym poddaszem lub stropu pod poddaszem nieogrzewanym lub stropodachu, stropu nad nieogrzewaną piwnicą lub podłogi na gruncie oraz okien, balkonów i drzwi zewnętrznych. Właściwe izolowanie przegród zabezpiecza także przed kondensacją pary wodnej. Poziom izolowania przegród budowlanych określany jest głównie wartością współczynników przenikania ciepła tych przegród.
2. Ograniczenie przepływu ciepłego powietrza z wnętrza budynku do przestrzeni zewnętrznej przez wentylację oraz przez nieszczelności. Poziom tego przepływu określany jest głównie wielkością strumienia powietrza wentylacyjnego w budynku oraz poziomem szczelności budynku.
3. Przyjęcie konstrukcji budynku o wysokiej wewnętrznej pojemności cieplnej, która wpływa na akumulowanie ciepła w jego konstrukcji i umożliwia tłumienie wahań temperatury w pomieszczeniach przy chwilowych zmianach temperatury w otoczeniu. Pojemność cieplna jest zależna od grubości, i gęstości ciepła właściwego poszczególnych warstw w elementach budynku.
4. Ograniczenie przenoszenia ciepła przez zewnętrzne przegrody przezroczyste (okna, okna dachowe, drzwi balkonowe) przez stosowanie w nich oszklenia szkłem z zewnętrzną powłoką niskoemisyjną, która jest selektywna dla różnych długości fali, przepuszcza krótkofalowe promieniowanie słoneczne do pomieszczeń i nie przepuszcza (odbija do wnętrza) długofalowe promieniowanie cieplne emitowane przez urządzenia grzejne i oświetlenie.

Realizacja ochrony cieplnej budynku ma miejsce w ramach jego budowy lub termomodernizacji.
Wymagania prawne dotyczące elementów ochrony cieplnej budynków zawierają przepisy techniczno-budowlane, i Polskie Normy.